# Sorre
Sorre és un poble del terme municipal de Sort, a la comarca del Pallars Sobirà. Fins al 1976 va pertànyer al terme d'Altron.
Sorre és a la Vall d'Àssua, a prop i al nord-oest d'Altron, població de la qual està separada pel Barranc d'Altron. A ponent queden Llessui, la Torre, Saurí i Bernui.
El poble compta amb l'església parroquial de Sant Esteve, l'ermita de Sant Anna i la capella de Sant Antoni.
Està comunicat per la carretera LV-5223, de Sort a Llessui.

## Etimologia
Segons Joan Coromines, Sorre, de la mateixa manera que Surri i Sorpe, prové de l'etim basc çur (o zur), fusta, amb el sufix locatiu -be, que passa a -pe i posteriorment a -re, que significa sota de. Per tant, Sorpe seria sota la fusta, sota el bosc, fent referència als immensos boscos sota dels quals es troba el poble.

## Geografia

### El poble de Sorre
Sorre és situat en el vessant de llevant d'un coster, en un replà on s'aglomeren la quinzena de cases del poble. Aquestes estan molt juntes, de manera que a penes formen un parell de carrers dins del poble. L'església perroquial de Sant Esteve és a l'extrem nord-oest del nucli, un xic separat del conjunt de les cases.

#### Cases del poble[2]
| - Casa Cosan - Casa Enjaume - Casa Espardenyer | - Casa Felip - Casa Marçal - Casa Miquel | - Casa Pardina - La Rectoria - Casa Romangàs | - Casa Isabel - Casa Sastre - Casa Teixidor | - Casa Tarre - Casa Tonya - Casa Trago - Lo Palleret - Casa Modesto |

## Història

### Edat mitjana
Sorre estigué integrat, al segle xii dins de la Baronia de Bellera, però més tard, i per la resta de l'edat mitjana, apareix en el Vescomtat de Castellbò, integrant-se en el Quarter de Rialb i la Vall d'Àssua.

### Edat moderna
Després de retornat a la corona el 1518, Sorre fou cedit a Bernat Areny; més tard figura entre les possessions del Marquès de Llo.
En el fogatge del 1553, Sorre declara 8 focs laics i 1 d'eclesiàstic (uns 45 habitants).

### Edat contemporània
Pascual Madoz dedica un article molt breu del seu Diccionario geográfico... a Sorre. Diu que és una localitat agregada a Altron, situada en un turonet al peu de la muntanya de Llessui, combatut per tots els vents. El clima hi és fred i sa. Tenia 15 cases, una font i l'església de Sant Esteve, amb rector nomenat per la diòcesi. El territori és montuós, pedregósi fluix, amb boscos de pins. S'hi produïa sègol, patates, mongetes i fenc, i s'hi criaven vaques i ovelles. Hi havia caça de llebres i perdius i pesca de truites. Formaven el poble 11 veïns (caps de casa) i 89 ànimes (habitants).

## Curiositats
Hi va ser rodada part de la primera i segona temporades de la sèrie de Televisió de Catalunya Gran Nord. Nord és, en realitat, Sorre.